# Савина-Гнесина, Евгения Фабиановна
Евгения Фабиановна Савина-Гнесина (11 марта 1870 , Ростов-на-Дону, Российская империя — 6 апреля 1940, Москва, СССР) — русская пианистка, музыкальный педагог, музыкально-общественный деятель, Заслуженная артистка Республики (1925), заслуженный деятель искусств РСФСР (1935). Одна из сестёр Гнесиных.

## Биография
Евгения Фабиановна Гнесина родилась в Ростове-на-Дону (в различных документах имеются различные даты рождения — от 1866 до 1871 г., наиболее вероятно — 1869 или 1870) в семье городского казённого раввина Фабиана Осиповича (Файвиша Иоселевича) Гнесина (1837—1891), уроженца местечка Ивенец, выпускника Виленского раввинского училища; мать — Бейла Исаевна Флейтзингер-Гнесина (урождённая Шима-Бейла Шаевна Флейтзингер; 6 марта 1838, Вильно — 1911, Москва)[1], певица, ученица С. Монюшко. Родители заключили брак 15 июля 1863 года в Вильно.
Когда ей исполнилось 14 лет, родители отправили Евгению поступать в Московскую консерваторию. Евгения Фабиановна окончила в 1889 году фортепьянное отделение (педагогический курс) консерватории (класс В. И. Сафонова), занималась также композицией с А. С. Аренским и С. И. Танеевым. Удостоена малой серебряной медали по окончании консерватории. В 1889—1891 гг. преподавала музыкальные предметы в училище при Обществе друзей литературы и искусства, где ставил свои спектакли молодой купеческий сын Константин Алексеев — в будущем К. С. Станиславский.

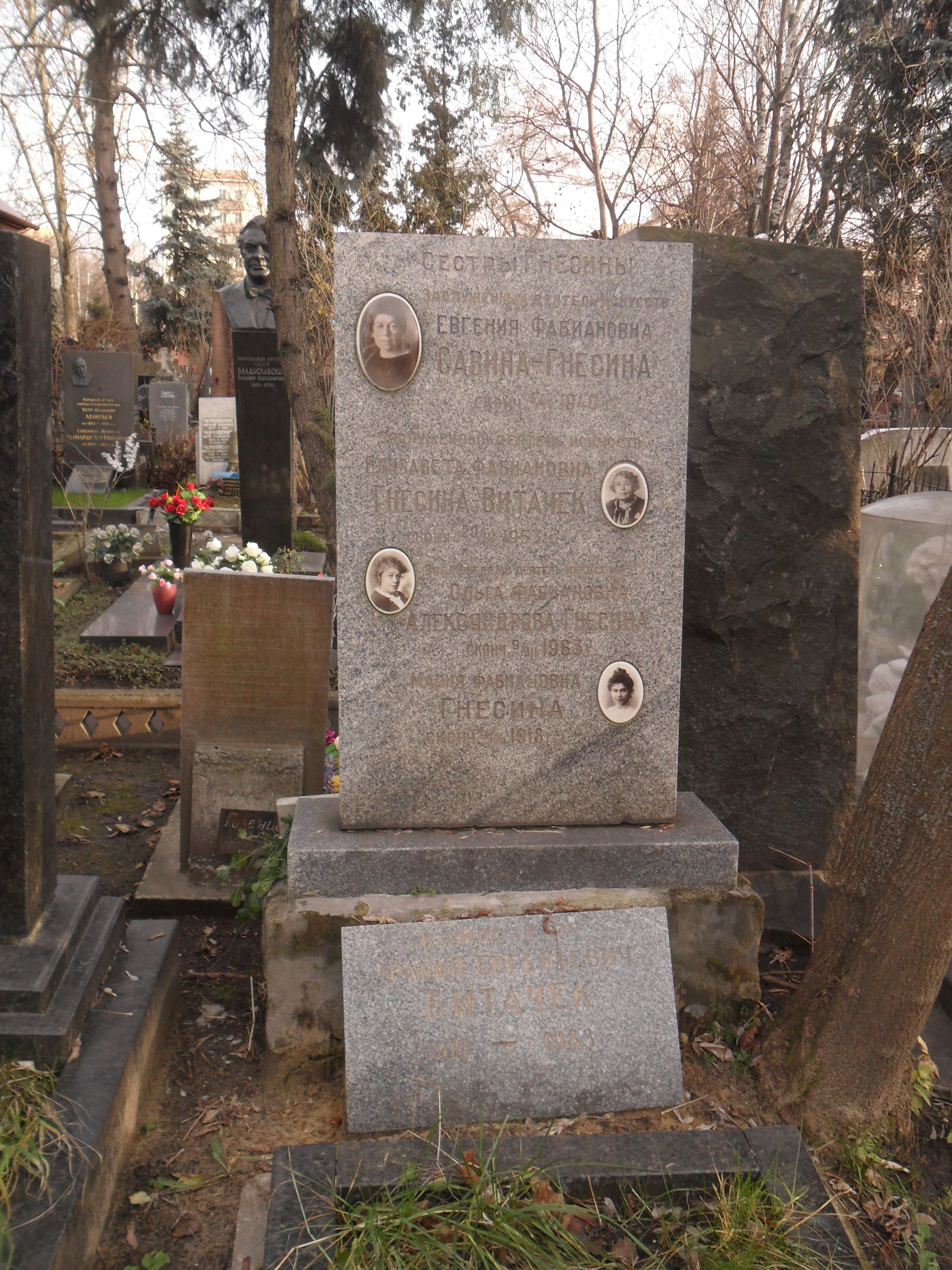
Могила Гнесиной на Новодевичьем кладбище Москвы

Памятная доска в Ростове-на-Дону

В 1895 году основала вместе с сёстрами Еленой и Марией «Музыкальное училище сестёр Е. и М. Гнесиных», ставшее в дальнейшем трехступенчатой системой образования (школа-училище-институт). Евгения Фабиановна преподавала фортепиано, детское сольфеджио, элементарную теорию музыки, детский хор — впервые в музыкальных учебных заведениях Москвы, заведовала фортепьянным отделением. Она осуществляла общее художественное руководство училищем (совместно с сестрой Еленой Фабиановной). В 1911 году Евгения Фабиановна впервые осуществила постановку детской оперы «Ёлочкин сон» Александра Гречанинова. В дальнейшем постановки опер силами детей и взрослых учащихся под руководством Евгении Савиной-Гнесиной были продолжены.
Муж (с 1901) — Савин Александр Николаевич (1873—1923) — историк, профессор МГУ, крупный специалист по истории Англии.
Евгения Фабиановна Савина-Гнесина похоронена на Новодевичьем кладбище.

## Ученики
- Пианисты Н. А. Орлов, Татулян А. Г., композиторы А. И. Юрасовский, А. Г. Чугаев, Ф. Е. Витачек, преподаватели учебных заведений имени Гнесиных С. И. Апфельбаум, А. Г. Васильева, М. А. Гурвич, Т. С. Илюхина, Н. П. Сахарова, Н. А. Светозарова, А. Д. Урисон, концертмейстер Московской государственной консерватории и ГМПИ им. Гнесиных В. Я. Шубина, ученые В. Л. Грановский, Ю. П. Сухаревский.